# Cantinflas

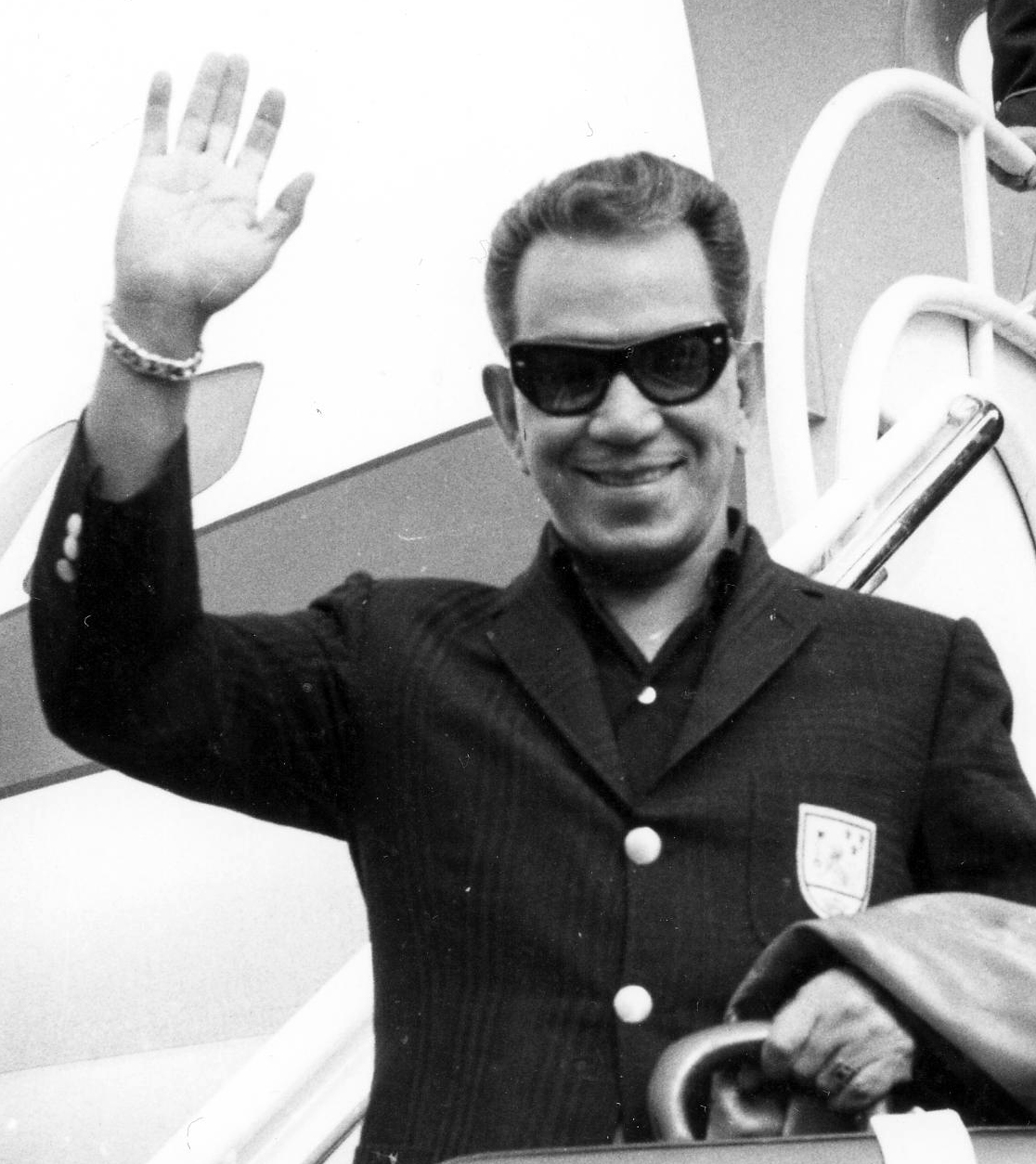
Mario Moreno - Cantinflas (1911–1993)

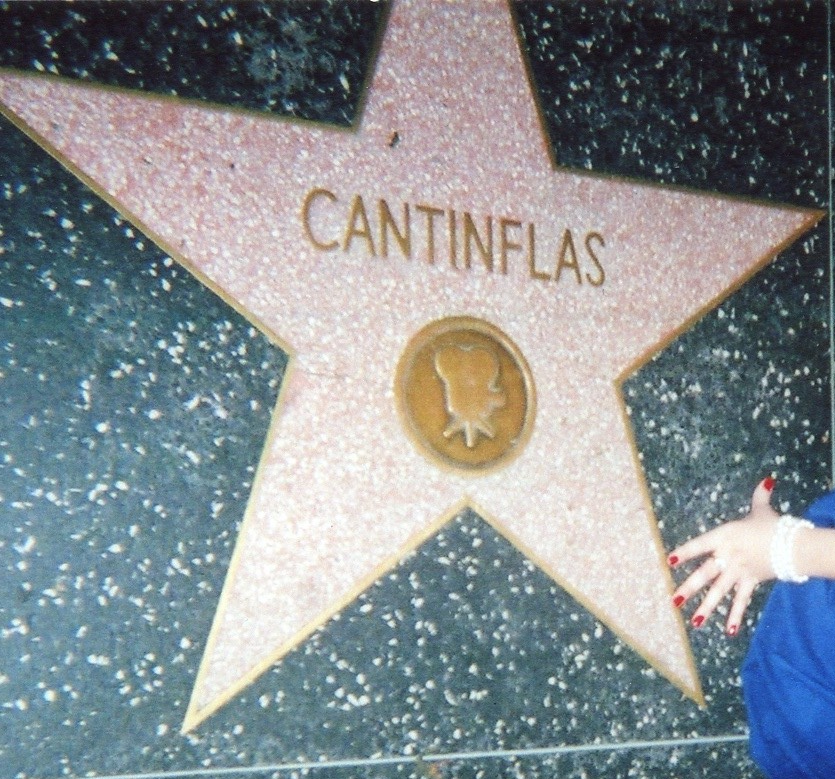
Stern auf dem Hollywood Walk of Fame

Fortino Mario Alfonso Moreno Reyes (* 12. August 1911 in Mexiko-Stadt; † 20. April 1993 ebenda), besser bekannt als Cantinflas, war ein mexikanischer Schauspieler, Sänger, Komiker und Filmproduzent.
In Mexiko kannte man ihn auch als den „Mimiker“ oder den „Komiker im Regenmantel“. Charlie Chaplin nannte Cantinflas einmal „den lustigsten Mann der Welt“. Seine Markenzeichen waren sein Schnauzbart, sein witziges Hütchen, die um den Hals geknotete Krawatte und seine herabhängende viel zu große Hose. Demnach soll der Komiker Manuel Medel ihn zu diesem inspiriert haben. Eines seiner Markenzeichen war seine Art, sich zu verhaspeln, auf diese Weise seinem Gegenüber das Wort im Mund zu verdrehen und Wortspiele zu schaffen; diese Art zu sprechen wird in Mexiko bis heute „cantinflear“ genannt.
Er fing als Mimiker und Tänzer im Zirkus an und trat später in Varietés auf. Im Jahr 1936 hatte er seine erste Nebenrolle in „No te engañes corazón“. 1939 gründete er mit Jacques Gelman und Santiago Riachi die Firma „Posa Films“ und trat 1940 in einem ersten eigenen Film („Ahí está el detalle“) auf. Insgesamt wirkte er in mehr als 55 Filmen mit. Weltberühmt wurde er als Passepartout in dem amerikanischen Monumentalfilm „In 80 Tagen um die Welt“ (1956) nach Jules Vernes Roman. Bekannt und beliebt war er für seine Darstellung des „Cantinflas“, eines armen ungezogenen Bauern, der mit Humor den typischen Mexikaner aus den Armenvierteln Mexikos darstellte. Er war ein Optimist, kritisierte die Politiker und die Reichen, und machte sich über das alltägliche Leben lustig. Sein persönlicher Stil als Komiker war so besonders, dass man ihn als „Cantinflismo“ bezeichnete. Obwohl einige seiner Filme ins Englische und Französische übersetzt wurden, konnte der Stil seiner spanischen Wortspiele nur schwer übermittelt werden, weshalb er besonders in den lateinamerikanischen Ländern viel Ruhm erwarb. Er wurde mit einem Stern auf dem Walk of Fame in Hollywood geehrt. 1987 erhielt er den mexikanischen Ehrenfilmpreis Ariel de Oro für sein Lebenswerk.
In seinen späten Jahren gehörte er der Asociación Nacional de Actores an. Während seiner Präsidentschaft der Vereinigung gründete er das „Haus des Schauspielers“ (Casa del Actor), ein Heim für Schauspieler mit wenig Geld. Er war immer für seine Großzügigkeit bekannt gewesen.
Er war mit der Schauspielerin Valentina Ivanova Zubareff verheiratet.

## Filmografie
- 1936: No te engañes corazón
- 1937: Así es mi tierra
- 1938: Águila o sol
- 1939: Cantinflas jengibre contra dinamita
- 1939: El signo de la muerte
- 1939: Siempre listo en las tinieblas
- 1940: Ahí está el detalle
- 1940: Cantinflas boxeador
- 1940: Cantinflas ruletero
- 1940: Cantinflas torero
- 1940: Cantinflas y los censos
- 1940: Cantinflas y su prima
- 1941: El gendarme desconocido
- 1941: Ni sangre ni arena
- 1941: Carnavál en el trópico
- 1942: Los tres mosqueteros
- 1943: El circo
- 1943: Romeo y Julieta
- 1944: Gran Hotel
- 1945: Un día con el diablo
- 1946: Soy un prófugo
- 1947: ¡A volar joven!
- 1948: El supersabio
- 1949: El mago
- 1950: El portero
- 1951: El siete Machos
- 1952: El bombero atómico
- 1952: Si yo fuera diputado
- 1953: El señor fotógrafo
- 1954: Caballero a la medida
- 1955: Abajo el telón
- 1956: In 80 Tagen um die Welt (Around the World in Eighty Days)
- 1957: El bolero de Raquel
- 1958: Ama a tu prójimo
- 1959: Sube y baja
- 1960: Pepe – Was kann die Welt schon kosten (Pepe)
- 1961: El analfabeto
- 1962: El extra
- 1963: Entrega inmediata
- 1964: El padrecito
- 1965: El señor doctor
- 1967: Su Excelencia
- 1968: Por mis pistolas
- 1969: The Great Sex War
- 1969: Un quijote sin mancha
- 1971: El profe
- 1973: Don Quijote cabalga de nuevo
- 1974: Conserje en condominio
- 1976: El ministro y yo
- 1978: El patrullero 777
- 1982: El Barrendero